# Поцман, Марвин
Марвин Поцман (нем. Marvin Potzmann; родился 7 декабря 1993 года, Вена, Австрия) — австрийский футболист, защитник клуба Аустрия (Вена).

## Клубная карьера

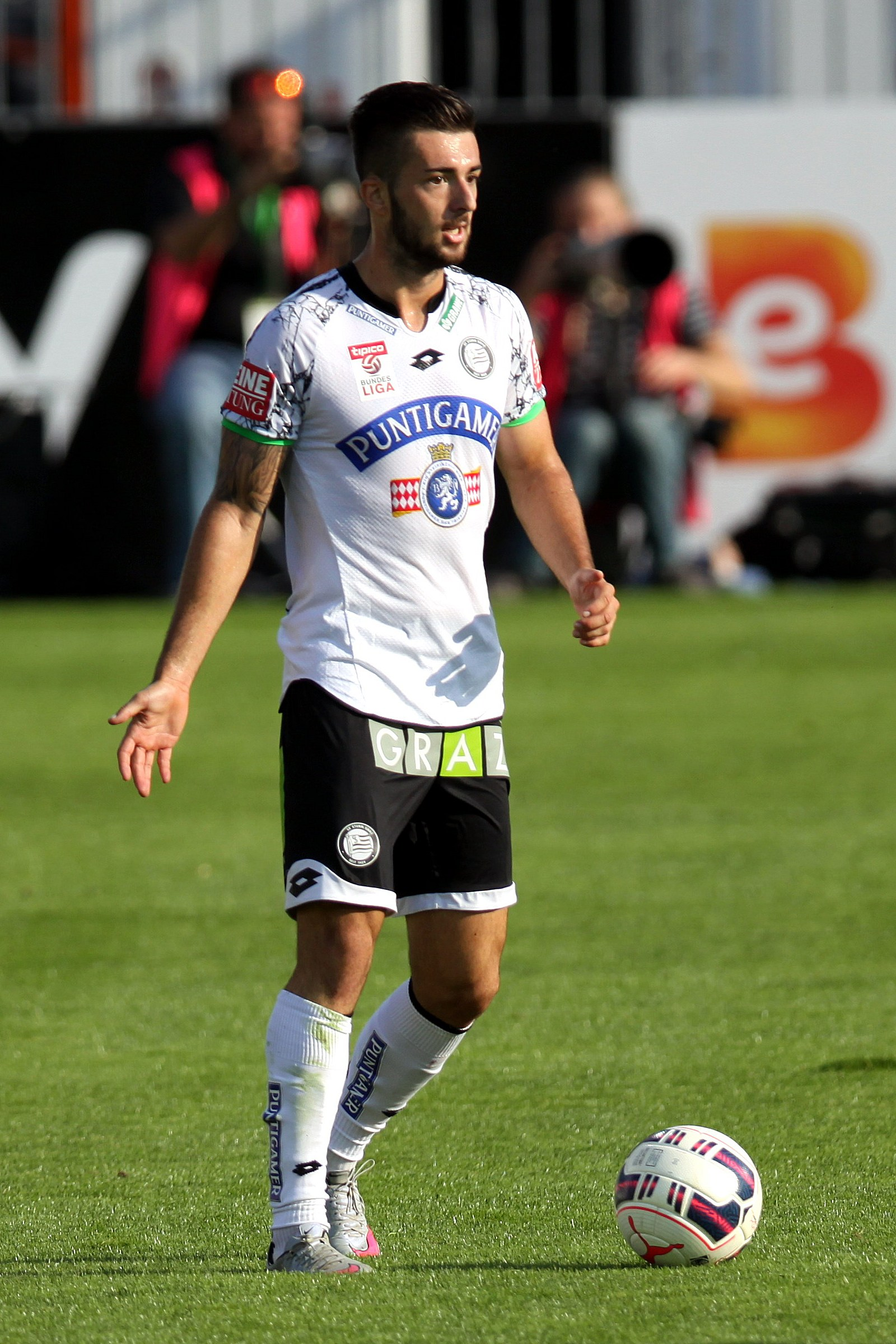
Потцман в составе «Штурма»

Поцман начал профессиональную карьеру в клубе «Маттерсбург». 22 мая 2011 года в матче против «Капфенберга» он дебютировал в австрийской Бундеслиге. 24 марта 2012 года в поединке против «Капфенберга» Марвин забил свой первый гол за «Маттерсбург». Летом 2013 года после окончания контракта Поцман на правах свободного агента подписал соглашение с «Грёдигом». 5 октября в матче против «Штурма» он дебютировал за новую команду. 5 апреля 2014 года в поединке против «Ред Булл Зальцбург» Марвин забил свой первый гол за «Грёдиг».
Летом 2015 года Поцман перешёл в «Штурм». 25 июля в матче против «Адмира Ваккер Мёдлинг» он дебютировал за новый клуб. 9 декабря 2017 года в поединке против «Санкт-Пёльтена» Марвин забил свой первый гол за «Штурм». В 2018 году он помог команде выиграть Кубок Австрии.
Летом 2018 года Поцман подписал контракт со столичным «Рапидом». 20 июля в матче Кубка Австрии против «Куфштайна» он дебютировал за новую команду.

## Достижения
«Штурм»
- Обладатель Кубка Австрии — 2017/2018